# Трейлерное судно

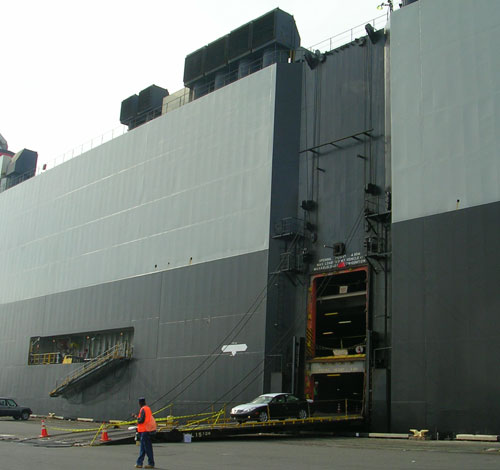
Выгрузка автомашин из трейлерного судна

Трейлерное судно — сухогрузное судно, специально оборудованное для транспортировки грузов в трейлерах — автомобильных прицепах.
Как правило, такие суда являются однопалубными, однако нередко встречаются конструкции с двумя и даже тремя палубами. Во время манипуляций с таким грузом перемещение трейлеров обычно осуществляется посредством вертикальных подъёмников или по наклонным скатам — аппарелям. Погрузка и выгрузка таких судов осуществляется с помощью автотягачей через особые ворота в кормовой или носовой оконечности, а порою — через герметичные вырезы в бортах корпуса. Машинное отделение на них обычно располагается в середине корпуса или в корме, мощность главной силовой установки от 1 до 11 МВатт, скорость хода до 35 км/час.